# МТ-ЛБ
МТ-ЛБ (на руски: „многоцелевой тягач лёгкий бронированный; букв. – многоцелеви транспортьор – лек брониран) е съветски верижен бронетранспортьор. Основното му предназначение е теглене на артилерийски оръдия, превозване на жива сила и монтаж на специално въоръжение. За заснежени и заблатени местности е създаден високопроходимият вариант МТ-ЛБв, който се отличава с по-широка гъсенична верига (ширината на трака е увеличена до 570 mm).
На базата на МТ-ЛБу е създадено шаси за самоходната артилерийска установка 2С1 Гвоздика и др.
МТ-ЛБ е на въоръжение от 1964 г.

## Варианти

### Съветски варианти
- МТ-ЛБ
  - МТ-ЛБ
    - МТ-ЛБВ – (вариант с повишена проходимост) чрез уширената верига натискът върху повърхността е намален до 0,27 килограма на квадратен сантиметър
    - МТ-ЛБу – удължена версия, шасито има по 7 ролки от всяка стана
    - МТП-ЛБ – ремонтна машина, без купол.
    - ТТ-ЛБ M1975
    - МТ-ЛБус
    - МТ-ЛБТ – артилерийски влекач.
    - МТ-ЛБ Санитар – оборудван като линейка.
    - МТ-ЛБ – инженерна машина
    - 9A34/9A35 – Стрела-10 противовъздушна установка, на базата на МТ-ЛБ.
    - 2С1 Гвоздика – самоходна гаубица 122 mm.

### Български варианти
- МТ-ЛБ АТ-И – верижна минираща машина
- МТ-ЛБ МРХР – машина за радиационно и химическо разузнаване
- MT-LB SE – бронирана медицинска машина
- МТ-ЛБ ТМХ – самоходна минохвъргачка с 82-мм минохвъргачка М-37М
- Самоходна минохвъргачка „Тунджа“
- МТ-ЛБ ВМ –  снегоблатноходен вариант[1]
- БМП-23 – бойна машина на пехотата, вооръжена с 23-мм автоматично оръдие 2А14 и ПТРК 9К11 „Малютка“. В конструкцията на ходовата част се използват елементи от МТ-ЛБ и 122-мм самоходна гаубица 2С1 „Гвоздика“
- БМП-30 – бойна машина на пехотата с купол, директно взет от БМП-2
- БРМ „Сова“ – бойна разузнавателна машина. Има следните три варианта:
  - „Сова-1“ – с радиостанция Р-130М и телескопична мачта
  - „Сова-2“ – с радиостанция Р-143
  - „Сова-3“ – с РЛС за наземно разузнаване 1РЛ133 към переносима станция за наблюдение и разузнаване ПСНР-5 „Кредо“
- КЩМ-Р-81 „Делфин“ – командно-щабна машина
- Р-80 – станция за артилерийско разузнаване

### Производство на българските варианти
Произвеждани са в „Бета“ АД, Червен бряг, бивше държавно предприятие от военнопромишления комплекс на България, което произвежда варианти на МТ-ЛБ до 1995 година. До преименуването си през 1991 г. заводът се е наричал МК „9-и май“ – Червен бряг, а 1999 г. предприятието е приватизирано чрез покупка от работническо-мениджърско дружество (РМД), а върху обособена част от него е създадено предприятието с гражданска продукция на „Палфингер Продукционстехник България“.
Към 2012 г. производството и обновяването на машините се извършва от държавното предприятие ТЕРЕМ - Хан Крум.

## Оператори
- Армения – 75
- Азербайджан – 196
- Бангладеш – 24 от Ирак
- Беларус – 66
- България – 600
- Чехия – 10 МТ-ЛБ Стрела-10
- Финландия – 98
- Унгария – 330
- Ирак – 61
- Казахстан – 200
- Литва – 10
- Северна Македония – 10 През 2001 г. България дарява на Македония още 12 броя МТЛБ У, с прибори за нощно виждане и също 9 боекомплекта Стрела-10М
- Молдова – 62
- Нигер – 67
- Полша – 352
- Русия – 4800
- Сърбия – 50
- Швеция – 460 българско производство, купени от ГДР през 1993. Обозначени като Pbv 401.
- Украйна – 2090
- Сърбия – МТ-ЛБу и 13 Стрела-10

### Бивши оператори
- ГДР – 721 МТ-ЛБ българско производство, 32 СНАР-10 и 36 Стрела-10М. Предадени на обединена Германия, която дава повечето за скрап, а останалото продава на Швеция.
- СССР
- СФР Югославия